# Iedereen Aarschot
Iedereen Aarschot is een Belgische lokale kieslijst in Aarschot.

## Geschiedenis
In de aanloop naar de gemeenteraadsverkiezingen van 2024 besloten de liberalen van Open Vld en de socialisten van Vooruit de krachten te bundelen. Lijsttrekker van het kartel werd Gwendolyn Rutten.
De kieslijst overtuigde bij de stembusgang 33,6% van de kiezers, goed voor twaalf zetels in de gemeenteraad. Dit betekende een verlies van ca. 10% ten overstaan van het gezamenlijk resultaat bij de lokale verkiezingen van 2018. Toen behaalde Open Vld 29,7% (10 raadsleden) en sp.a overtuigde 13,4% van de kiezers (4 raadsleden). Van de verkozenen in 2024 behoren er zes tot Vooruit (Jill Schellens, Nicole Van Emelen, Kurt Lemmens, Tom Vanderstappen, Els Wouters en Hanne Goossens), waardoor het verlies zich voornamelijk aan liberale zijde voltrok (vier raadsleden minder).
Na de verkiezingen vormde het kartel een bestuursmeerderheid met de N-VA. Iedereen Aarschot leverde daarbij de burgemeester (Rutten) en zes schepenen, waarvan drie (Gerry Vranken, Isabelle Dehond, Ronny De Rijck) een liberale achtergrond hebben en drie (Jill Schellens, Nicole Van Emelen en Kurt Lemmens) een socialistische. Coalitiepartner N-VA kreeg 1 schepenmandaat toegewezen.